# Eugenia phillyraeoides
Eugenia phillyraeoides är en myrtenväxtart som beskrevs av Henry Trimen. Eugenia phillyraeoides ingår i släktet Eugenia och familjen myrtenväxter.
Artens utbredningsområde är Sri Lanka. Inga underarter finns listade i Catalogue of Life.